# Селище (Лебединский район)
Селище (укр. Селище) — село,
Будильский сельский совет,
Лебединский район,
Сумская область,
Украина.
Код КОАТУУ — 5922981206. Население по переписи 2001 года составляло 113 человек .

## Географическое положение
Село Селище находится на левом берегу реки Псёл в месте впадения неё реки Будылка,
выше по течению на расстоянии в 5 км расположено село Барабашовка,
ниже по течению на расстоянии в 11 км расположено село Бобрик (Гадячский район) Полтавское области,
на противоположном берегу — село Боброво.
Река в этом месте извилистая, образует старицы (Старый Псёл) и заболоченные озёра.
К селу примыкает большой лесной массив (сосна).